# Manzoor Hussain
Pour les articles homonymes, voir Hussain.
Manzoor Hussain (en ourdou : منظور حسین ; né le 28 octobre 1958 à Sialkot (Pendjab) et mort le 28 août 2022 à Lahore (Pendjab)) est un joueur de hockey sur gazon pakistanais. Il participe aux Jeux olympiques d'été de 1984 où il remporte la médaille d'or.

## Palmarès

### Jeux olympiques
- Jeux olympiques de 1984 à Los Angeles,  États-Unis
  -  Médaille d'or

- Jeux olympiques de 1976 à Montréal,  Canada
  -  Médaille de bronze